# Yale (Washington)
Yale es un área no incorporada ubicada en el condado de Cowlitz en el estado estadounidense de Washington.

## Geografía
Yale se encuentra ubicado en las coordenadas 45°59′43″N 122°22′48″O / 45.99528, -122.38000.